# Anandi Gopal Joshi

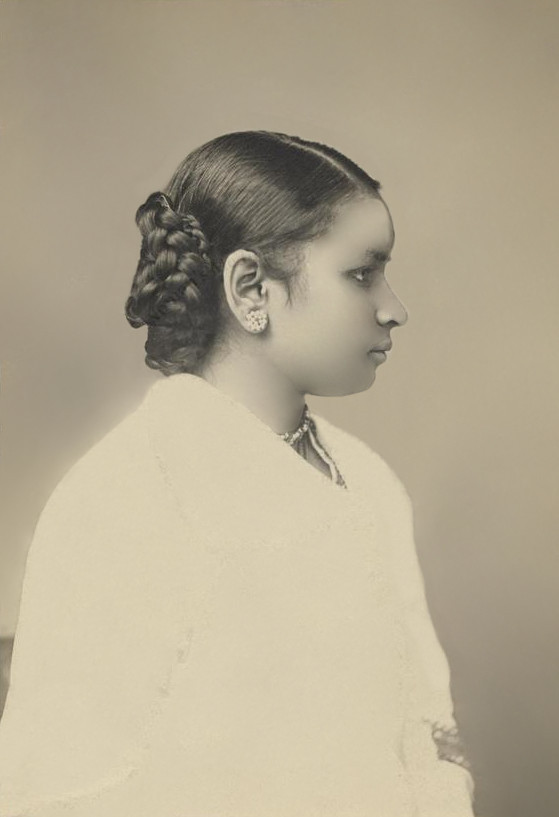
Anandi Gopal Joshi

Anandi Gopal Joshi (auch bekannt als Anandibai Gopalrao Joshi; Marathi आनंदीबाई गोपाळराव जोशी Ānandībāī Gopāḷrāv Jośī; * 31. März 1865 in Pune; † 26. Februar 1887 ebenda) war die erste indische Frau, die in den Vereinigten Staaten ein Medizinstudium absolvierte und sich als Ärztin qualifizierte. Nach ihr ist der Venuskrater Joshee benannt.

## Leben
Anandi wurde als Tochter von Gunputrao Amritaswar Joshi und seiner Frau Gungabai geboren. Ihr ursprünglicher Geburtsname war Yumna bzw. Yamuna. Als sechstes von zehn Kindern hatte sie vier Brüder und fünf Schwestern, von denen jeweils zwei jung starben. Ihre Familie waren Angehörige der Kaste der Brahmanen, reiche Landbesitzer und sehr konservativ. Wenige Jahre nach Yamunas Geburt verlor die Familie ihr Vermögen, weshalb ihre Tochter bereits mit neun Jahren verheiratet wurde. Ihr Ehemann Gopalrao Joshi war Witwer und fast zwanzig Jahre älter als sie. Er gehörte zu den Befürwortern von Frauenbildung und stellte daher die Bedingung, dass er seine Frau nach der Hochzeit unterrichten würde. Wie es damals in Maharashtra üblich war, gab er ihr einen neuen Vornamen, Anandibai, was etwa „Freude meines Herzens“ bedeutet.

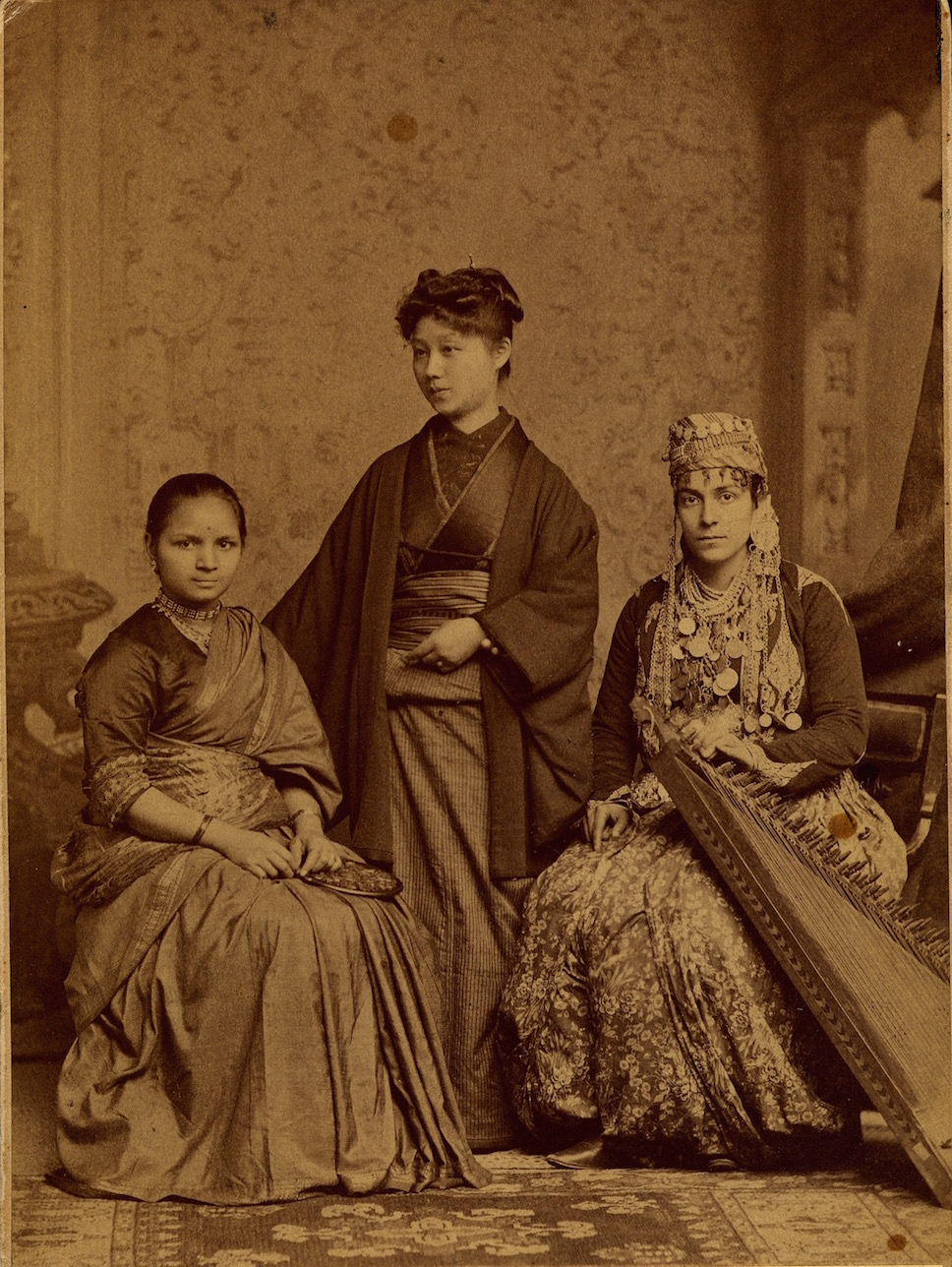
Anandi Joshi, Okami Kei und Sabat Islambouli am Women Medical College of Pennsylvania, 1885

Gopalrao brachte Anandi Lesen und Schreiben in Marathi, Englisch und Sanskrit bei. Einigen Quellen zufolge war er besessen davon, seine Frau zu bilden und schlug sie angeblich, als sie ihrer Großmutter in der Küche helfen wollte. Mit vierzehn Jahren brachte Anandi ihr einziges Kind zur Welt, das aufgrund von schlechter medizinischer Versorgung nach nur zehn Tagen starb. Angeblich war dieses traurige Ereignis der Auslöser für Anandi, über ein Medizinstudium in den Vereinigten Staaten nachzudenken. Ihren eigenen Worten zufolge wollte sie „meinen armen, leidenden Mitbürgerinnen die medizinische Hilfe leisten, die sie so dringend benötigen, da sie eher sterben würden, als sich von einem männlichen Arzt berühren zu lassen.“ Zu diesem Zweck setzte sie sich mit einer Mission in Princeton, New Jersey, in Verbindung und bat um Unterstützung. Sie erhielt jedoch die Antwort, dass sie dafür zum Christentum konvertieren müsste, was sie ablehnte. Jedoch wurde ihr Briefwechsel in der Zeitschrift Missionary Review abgedruckt und von Theodocia Carpenter gelesen, die daraufhin Anandi kontaktierte und ihre Hilfe anbot. Zwischen den beiden entwickelte sich eine enge Freundschaft und mit ihrer Hilfe reiste Anandi trotz gesundheitlicher Probleme 1883 nach Amerika.
Im Women Medical College of Pennsylvania, später Teil der Drexel University, absolvierte Anandi den normalerweise vierjährigen Studiengang in nur drei Jahren. Ihre Doktorarbeit behandelte Geburtshilfe der antiken Hindus. Zusammen mit ihr studierten zwei weitere Frauen aus dem Ausland, Kei Okami aus Japan und Sabat Islambooly aus Syrien. Bei ihrer Abschlussfeier im März 1886, bei der sowohl ihr Ehemann als auch die indische Reformerin Pandita Ramabai anwesend waren, erhielt Anandi rauschenden Beifall und einen schriftlichen Glückwunsch von Königin Victoria. Allerdings war ihre Gesundheit inzwischen so stark angegriffen, dass sie ein Praktikum im New England Hospital for Women and Children aufgeben und nach Indien zurückkehren musste. Sie erhielt einen feierlichen Empfang in ihrer Heimat und die Aussicht auf eine Stelle als Chefärztin des weiblichen Flügels des Albert Edward Hospital im indischen Staat Kolhapur. Kurz darauf stellte sich jedoch heraus, dass sie an Tuberkulose litt und sie starb am 18. Februar 1887, ohne die Stelle jemals angetreten zu haben. Ihr Mann ließ sie nach hinduistischem Brauch einäschern, doch anstatt die Asche zu verstreuen, sandte er sie in die Vereinigten Staaten an Theodocia Carpenter, die sie auf dem Friedhof von Poughkeepsie in ihrem Familiengrab bestattete.

## Nachwirkungen
Obwohl Anandi für ihr Auslandsstudium von einigen ihrer Landsleute kritisiert und sogar angefeindet wurde, war sie für andere Frauen eine Pionierin und Vorreiterin. Nur zwei Jahre nach Anandis Tod nahm die Inderin Rakhmabai ebenfalls ein Medizinstudium auf und wurde zu Indiens erster praktizierender Ärztin.
Im Jahr 1888 erschien Anandis erste Biografie von Caroline Healy Dall. Der Sender Doordarshan strahlte die Serie Anandi Gopal aus, Regie führte Kamlakar Sarang. Ein Roman über ihr Leben von Shrikrishna Janardan Joshi wurde zu einem Theaterstück umgearbeitet.
Das unabhängige indische Institute for Research and Documentation in Social Sciences in Lucknow verleiht jährlich den Preis Anandibai Joshi Award for Medicine und die Regierung von Maharashtra vergibt Anandibai-Stipendien an junge Frauen, die im Bereich Frauenheilkunde arbeiten. Auf der Venus, deren Krater nach bedeutenden Frauen benannt werden, befindet sich der nach Anandi benannte Krater Joshee.